# Basilica di San Vittore (Verbania)
La basilica collegiata di San Vittore è una chiesa del centro storico di Intra, che ha assunto la funzione di chiesa principale della città dalla proclamazione di san Vittore come patrono di Verbania (1992), celebrazione che si conclude con la processione e la suggestiva cerimonia della benedizione del Lago.

## Storia

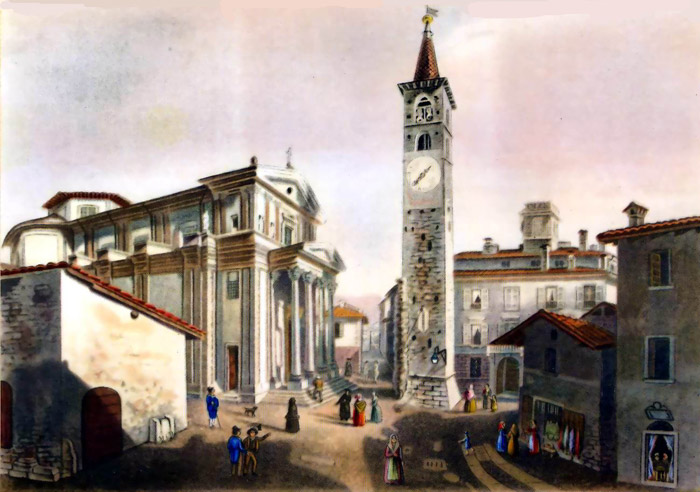
Incisione di Luigi Litta 1854-1855

La chiesa è menzionata per la prima volta in un documento del 1031, dove è denominata basilica et plebe e nella bolla papale di Innocenzo II del 1132, come una delle chiese capopieve. 
La struttura dell'attuale edificio della basilica ha origini relativamente recenti. La sua realizzazione inizia nel primo decennio del XVIII secolo con la costruzione di una nuova Collegiata in sostituzione dell'antica chiesa preesistente di origine romanica. Al 1705 risalgono i primi disegni redatti dall’architetto Filippo Cagnola, architetto di fiducia dei conti Borromeo per i quali lavora ai palazzi dell’isola Madre e dell’isola Bella. Nel decennio successivo Ferdinando Pessina, esegue la variante del progetto Cagnola con la quale si arriva alla configurazione attuale della basilica di San Vittore, ribaltando l’orientamento della chiesa che aveva la facciata antica a occidente e le tre absidi a oriente. La consacrazione della nuova basilica avvenne nel 1752, quando all’edificio oltre alla cupola mancava ancora la facciata, infatti occupavano ancora lo spazio del sagrato le tre absidi antiche (abbattute poi nel 1789) e il campanile, demolito solo a metà del secolo successivo. Agli anni novanta del Settecento risale il disegno del pronao neoclassico a opera di Giuseppe Zanoia. 
Seguì la posa della nuova cupola, dell’architetto milanese Alfonso Parrocchetti,  rivestita inizialmente da una copertura in piombo e poi, dopo la repentina usura di quest'ultima, dalla caratteristica copertura in rame nudo che ancora adesso possiede, inaugurata l'8 settembre 1889. Contemporaneamente, dal 1840 al 1877, si eresse una nuova torre campanaria che si potesse adeguare all'imponenza assunta dal nuovo corpo della basilica, che terminò nel 1878 con l'installazione di otto campane fuse dalla fonderia "Pasquale Mazzola" di Valduggia.

## Descrizione

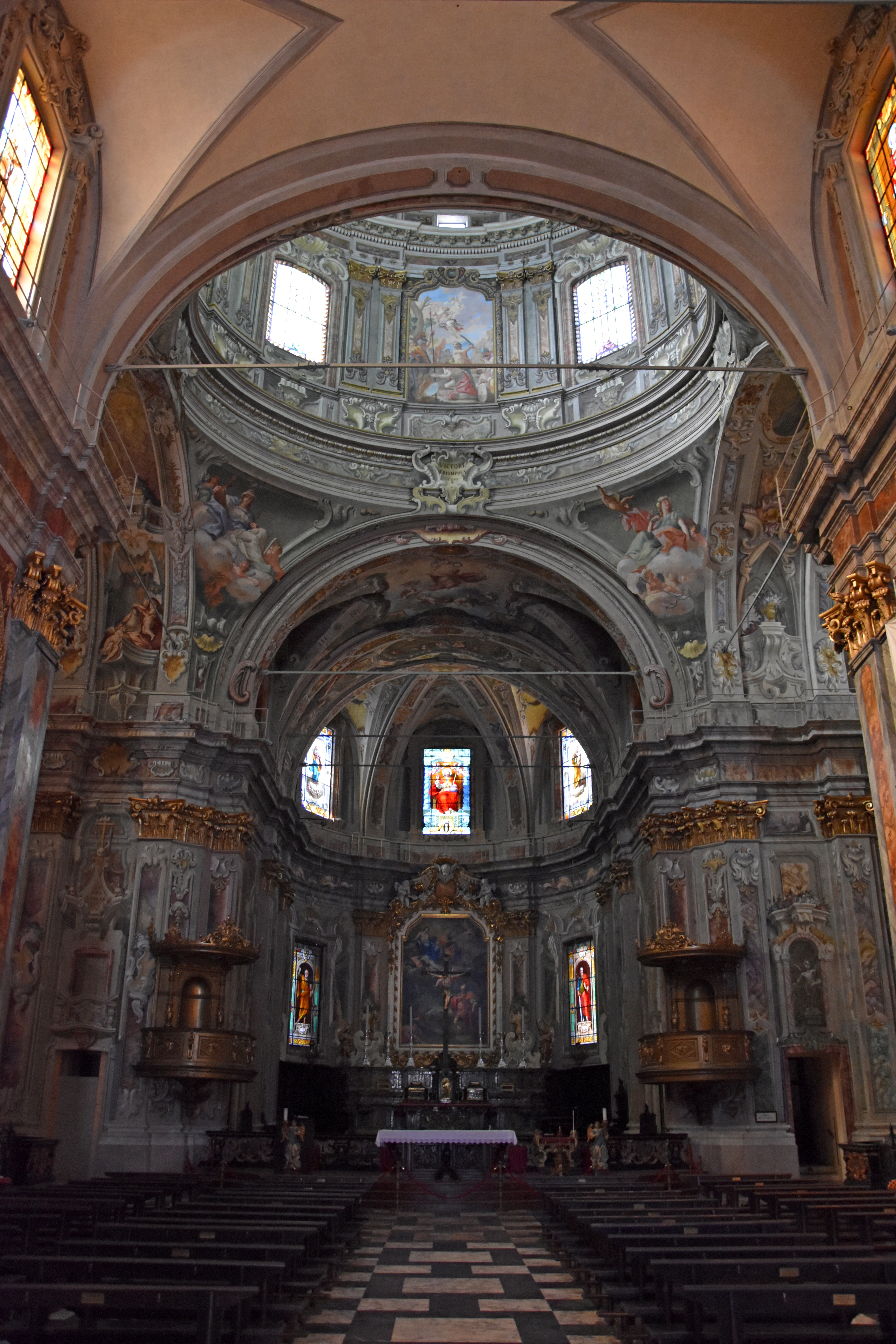
interno

La chiesa presenta una pianta a croce latina, a navata unica con quattro cappelle laterali per lato, che si apre sull'ampio presbiterio, preceduto dalla monumentale cupola. 
Il transetto, il presbiterio e il tamburo della cupola sono coperti da affreschi settecenteschi, nello stile del cosiddetto barocchetto lombardo. Gli affreschi del tamburo rappresentano quattro episodi relativi al martirio di San Vittore:  la condanna, il martirio, la decapitazione e il ritrovamento del corpo, realizzati da Francesco Maria Bianchi, il cui padre aveva dipinto la vita dello stesso santo nella collegiata di San Vittore a Varese. Allo stesso Bianchi sono dovute le quattro figure allegoriche delle virtù nei pennacchi: Fede, Speranza, Carità e Fortezza, di evidente forza plastica. La volta del presbiterio, con la Gloria di san Vittore, di minore qualità artistica, è ritenuta dalla critica opera di collaboratori del Bianchi. Le vetrate risalgono al 1898 quando venne costruita la cupola. La complessa trama delle quadrature, un apparato architettonico di sfondati prospettici, finte nicchie, balconcini, finestre che lasciano intravedere altri spazi, cornici che inquadrano paesaggi, si devono a Felice Biella e Giuseppe Baroffio.
è ignoto l'autore della pala dell'altare maggiore raffigurante San Vittore al cospetto della Trinità, risalente al 1752.
L'altare del Crocifisso proviene dalla chiesa di Sant’Ulderico al Bocchetto di Milano, ove era stato comprato dal conte Giberto Borromeo nel 1789. Ad Antonio Pino da Bellagio si devono le due sculture raffiguranti la Vergine e San Giovanni, a fianco del Cristo in croce. La Cappella del Rosario nel transetto sull’altare presenta una statua della Madonna del Rosario antecedente al 1719, circondata dai Misteri, dipinti su rame, con cornici in stucco.
L'imponente organo risale all'ultimo decennio del XVIII secolo e fu costruito dalla famiglia organaria Serassi; nel 1932 esso fu restaurato e modernizzato con l'introduzione della trasmissione elettro-pneumatica per opera di Vincenzo Mascioni. Tale strumento con i suoi tre manuali di 61 note, una pedaliera di 32 tasti e 39 registri nominali ed è il più grande organo di Verbania. La chiesa conserva un dipinto giovanile di Daniele Ranzoni, La predica del Battista.

## Galleria d'immagini

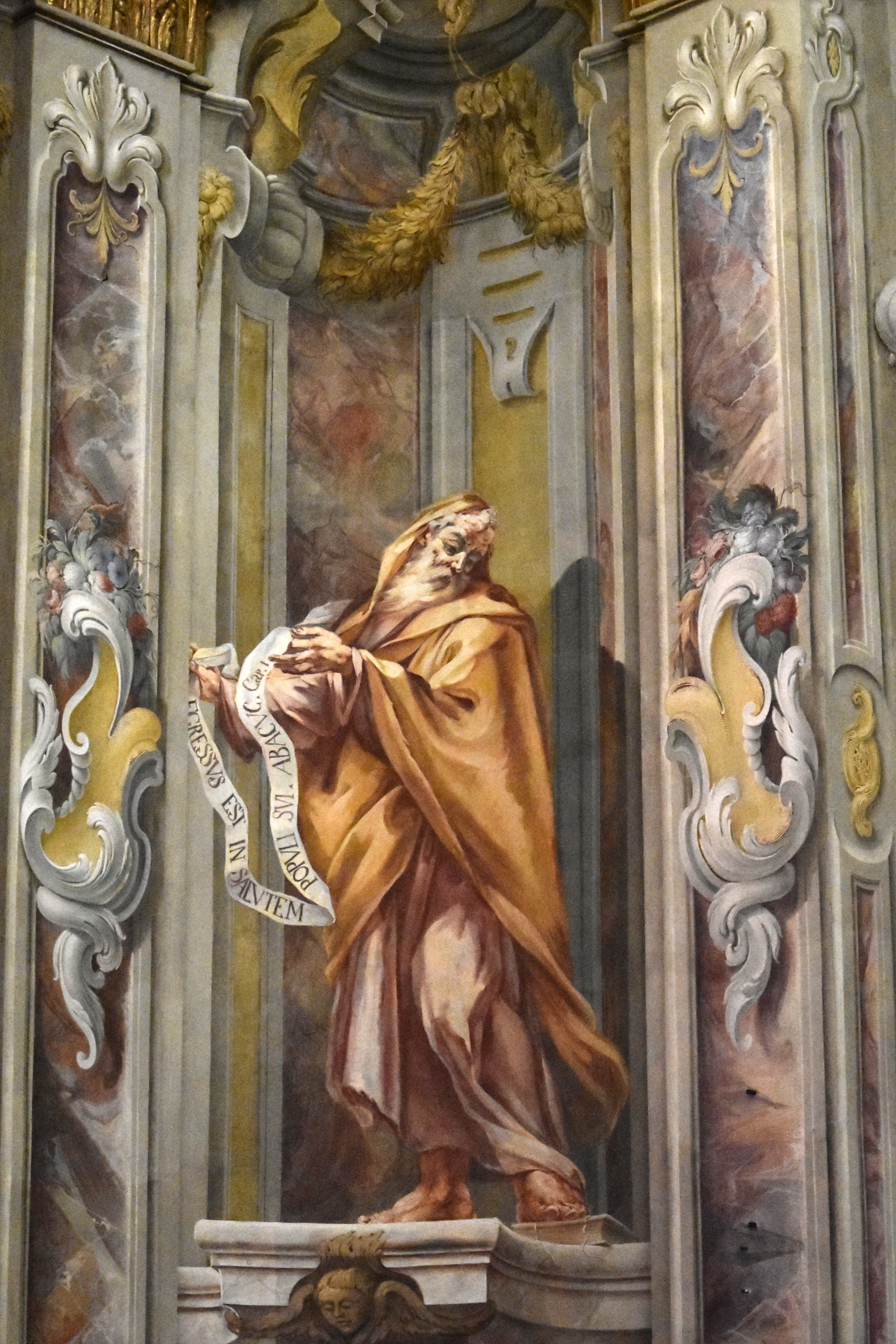
Francesco Maria Bianchi, Profeta Abacuc
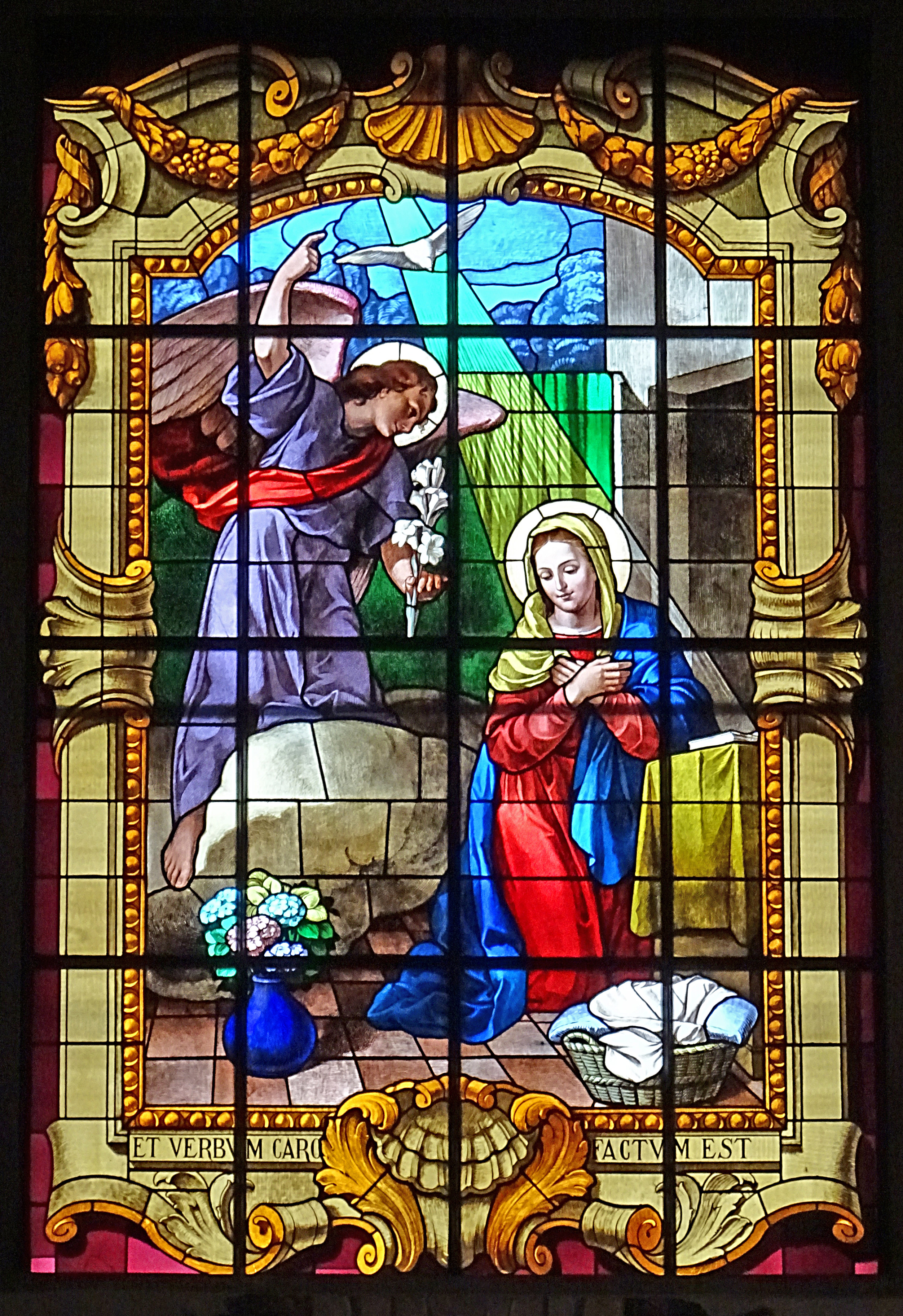
Vetrata Annunciazione
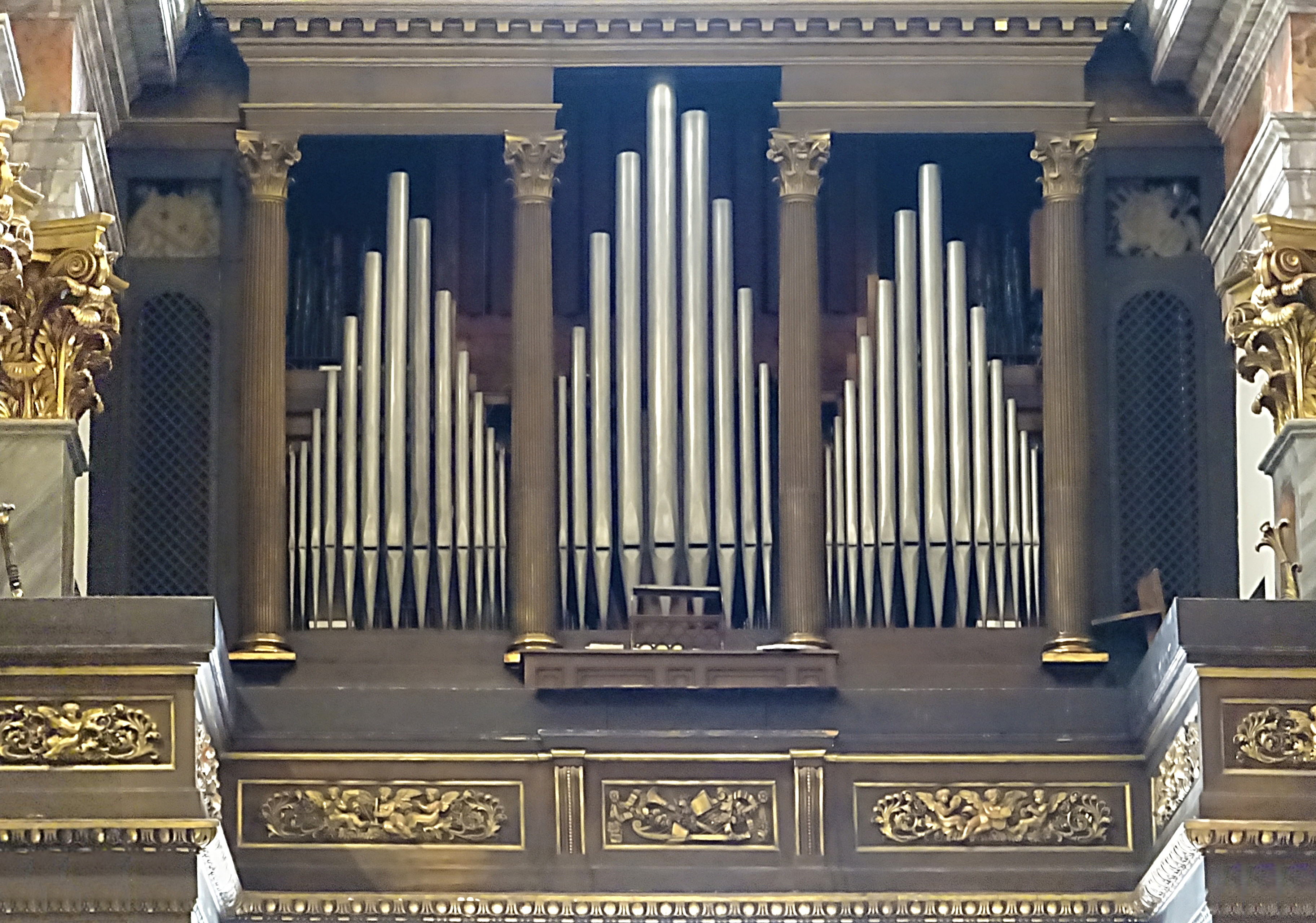
Organo Serassi
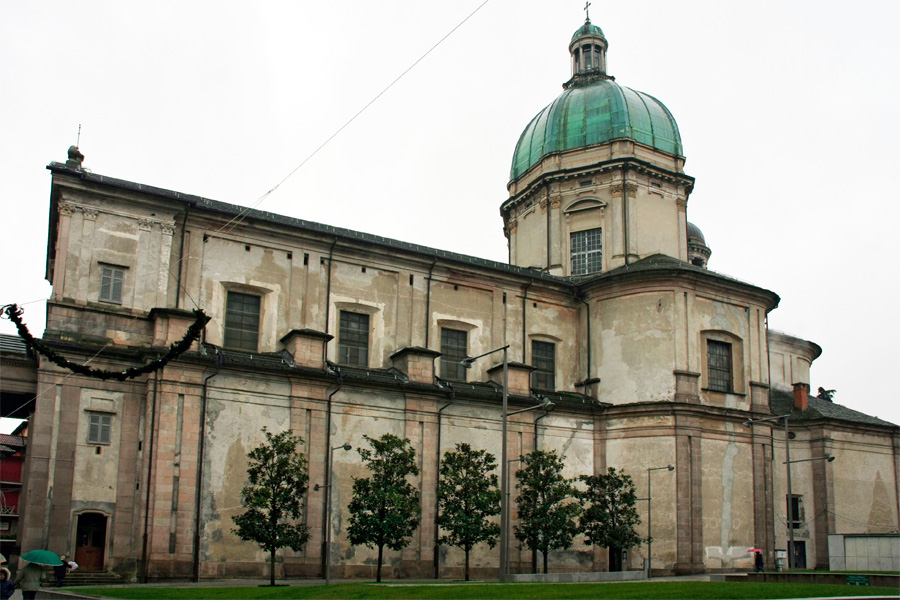
Vista laterale